# مخزن الأعضاء البشرية (رواية)
مخزن الأعضاء البشرية (بالأيسلندية: Mýrin) هي رواية للمؤلف الأيسلندي أرنالدور اندريداسون نشرت لأول مرة في ايسلندا عام 2000. كانت أول رواية في سلسلة المحقق إلندور تُترجم إلى اللغة الإنجليزية (في عام 2004).

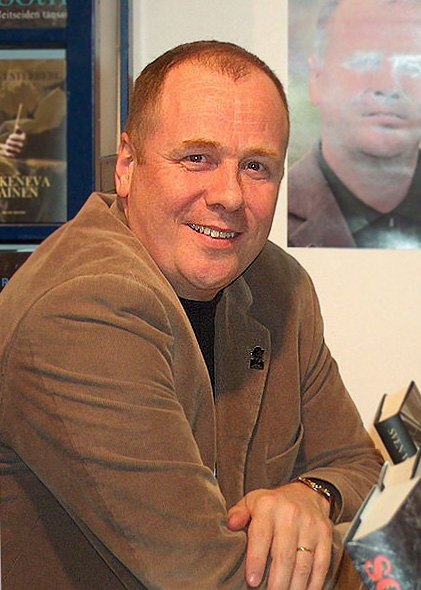
أرنالدور اندريداسون

## القصة
يتولى إلندور مفتش شرطة ريكيافيك، التحقيق في جريمة قتل راح ضحيتها رجل عجوز منعزل عن العالم يدعى هولبرغ في شقته بقبو أحد الأبنية التي تخرج منها رائحة غريبة، يساعده في ذلك زميلاه سيغوردور أولي وإيلنبورغ، حيث يكتشفون ملاحظة غامضة على جثته وصورة بالأبيض والاسود لشاهدة قبر.
يبدأ إلندور الكشف بدقة شديدة عن أدلة يستطيع من خلالها رسم صورة لهوية الضحية، حيث يتبين أن هولبرغ، هو سائق شاحنة ذو تاريخ أسود، سبق وتم توجيه اتهام له بجريمة اغتصاب قبل سنوات طويلة لكنه لم يدن.
عندما يكتشف إلندور مزيداً من الحقائق عن ماضي هولبرغ يدرك ان هناك صلات مع أفعال إجرامية أخرى بقيت طي الكتمان أو لم تتمكن الشرطة من إماطة اللثام عنها. عبر متابعة خيوط تلك الأدلة يتمكن عبر تقنيات وراثية حديثة في علم الإجرام أن يمضي قدماً نحو حل هذه القضية الغامضة.

## الجوائز
- فازت الرواية بجائزة Glass Key لكتاب الجريمة الاسكندنافيين في عام 2002 لأفضل رواية خيال للجريمة في الشمال.